# Montfaucon-d'Argonne
Montfaucon-d'Argonne är en kommun i departementet Meuse i regionen Grand Est (tidigare regionen Lorraine) i nordöstra Frankrike. Kommunen ligger i kantonen Montfaucon-d'Argonne som tillhör arrondissementet Verdun. År 2022 hade Montfaucon-d'Argonne 276 invånare.

## Befolkningsutveckling
Antalet invånare i kommunen Montfaucon-d'Argonne
| Referens: INSEE |